# Parrainage de proximité
 (janvier 2021).
Le parrainage de proximité, ou parrainage de gré à gré, est la création et le maintien d'un lien affectif entre des adultes volontaires et des enfants vivant dans un même périmètre géographique. C'est une pratique courante aux États-Unis et en Europe[réf. nécessaire].

## Définition
Le parrainage de proximité consiste en la création d’un lien affectif entre un enfant et un adulte étranger de sa sphère familiale mais vivant à proximité. Cette relation privilégiée se tisse au cours de rencontres, de moments partagés réguliers entre parrain et filleul.
Parrainer un enfant près de chez soi est un engagement bénévole, riche de sens, responsable et solidaire, qui peut durer toute la vie.
« La fonction de la charge de parrain ou de marraine crée un lien mystique entre le parrain et le filleul, la marraine et la filleule, bien plus puissant que certaines attaches consanguines. Dans bien des provinces, le parrainage donne naissance à une affection prononcée, souvent plus confiante que celle accordée au père, si bien que toute la vie, le filleul demande conseil ou confie ses secrets plus volontiers à son parrain ou à sa marraine qu'à ses parents (Bourbonnais) ».

## Aux États-Unis
En 1904, aux États-Unis le jeune avocat Ernest Kent Coulter (en) fonde le mouvement de parrainage de proximité Big Brothers. Tandis que parallèlement, les Catholic Big Sisters de New York accueillent les filles. Les deux associations se fédèrent en 1970 pour créer l’organisation Big Brothers Big Sisters of America (en), la plus grande et la plus ancienne organisation nationale de parrainage. 
On distingue deux types de parrainage : le school-based, le mentor accompagne son filleul dans sa scolarité, dont l’association Mentor est la plus représentative, et le community-based, qui ressemble à la conception européenne du parrainage de proximité.

## Eu Europe
L’Unapp et des partenaires britanniques, allemands, belges et espagnols ont travaillé sur le parrainage en faveur des jeunes dans le cadre européen et ont élaboré en 2010 La Charte européenne sur le parrainage, mentoring et befriending. 

### En Belgique
En Belgique six services de parrainage, subsidiés par la Fédération Wallonie-Bruxelles, proposent des parrainages fondés sur une relation de proximité : Service de parrainage Le Lien (Hainaut), Parrain et Moi (Charleroi), Hisser-Haut (Bruxelles), Parrain-Ami (Bruxelles et Brabant Wallon), CCSJ (Namur), Au Fil du Lien (Liège). 

### En France
En France, le parrainage de proximité est porté par des associations et les services sociaux d’aide à l’enfance. Ils sont l’interface entre les parents et leurs enfants et les parrains ou marraines bénévoles. Ils organisent les parrainages et assurent leur accompagnement.
Quelques associations proposent le parrainage de proximité. Certaines favorisent le parrainage intergénérationnel. Cette relation grand-parentale a été mise en avant dans le cadre de l’Année européenne du vieillissement actif et de la solidarité intergénérationnelle en 2012. 
D’autre part, les pouvoirs publics préconisent le parrainage de proximité comme action de soutien à la fonction parentale et à la protection de l’enfance et propose un guide pratique du parrainage.
L'Union nationale des associations familiales (UNAF), préconise le parrainage de proximité comme outil d’accompagnement des familles.
Le parrainage n’est pas une adoption et n’entraine pas de substitution à l’autorité parentale. Il est considéré comme une relation complémentaire à celle des parents, et repose sur des valeurs d’échange, de respect, de réciprocité et de confiance. Actuellement, il n'existe pas de statut juridique spécifique pour les parrains.
Dans le cas d'enfants placés, la prise en charge du parrainage est soumise à l'autorisation de l'Aide sociale à l'enfance et du juge des enfants.
En France, en 2014, le mouvement manque de parrains.

#### Histoire
Le parrainage de proximité prend ses racines pendant la seconde guerre mondiale sous la forme des réseaux d’entraide pour sauver les enfants juifs. En juin 1945, l’Œuvre de secours aux enfants (OSE) accueille encore 1 200 enfants en placement familial ou dans des institutions non juives. À la fin de la guerre, l'idée du parrainage de proximité se développe. 
- 1947 : le Centre français de Protection de l’Enfance (devenu France Parrainages en 2012) met en place le parrainage d’orphelins de guerre dans ses maisons d'enfants[11].
- 1960 : le CFPE, devenu France Parrainages[12],  initie le parrainage de proximité : l'accueil bénévole et régulier d'un enfant dans une famille.
- 1970 : le parrainage apparait aux pouvoirs publics comme une proposition privilégiée à faire à certains enfants de l'Aide Sociale à l'Enfance placés dans les institutions afin de leur offrir une expérience de vie dans une famille. Plusieurs circulaires des ministres chargés de la famille invitent les services extérieurs (DDASS) à promouvoir ce type de prise en charge.
- 1978 : par la circulaire du 30 juin, Simone Veil lance pour la première fois une vraie politique de développement du parrainage de proximité : les modalités d’un parrainage, destiné principalement à des enfants suivis par des services sociaux, sont officialisées.
- 1988 : Hélène Dorlhac de Borne redéfinit le parrainage comme une « formule d'accueil offrant une réponse supplémentaire à des enfants adolescents et jeunes majeurs confiés à des institutions qui ont du mal à trouver une référence familiale. »
- 1990 : les associations de parrainage se multiplient, la pratique s’ouvre aux enfants vivant dans leur famille. Création de Parrains par mille[13] par Catherine Enjolet, auteure de nombreux écrits sur l’adoption affective.
- 2003 : par l'arrêté du 26 mai[14], les Ministres de la Famille et de la Justice constituent un Comité National du Parrainage pour favoriser son développement.
- 2005 : Ce comité définit une Charte Nationale du parrainage d'enfants[15], publié au JO le 30 aout 2005 : cette Charte marque la reconnaissance de cette forme d’accompagnement par les pouvoirs publics. Elle propose un cadre de référence pour tous les acteurs du parrainage, souple et adapté aux diverses situations. La charte a pour objectif : 
  - de préciser les principes fondamentaux de l’éthique du parrainage,
  - d’offrir des garanties de qualité aux acteurs du parrainage, de sécuriser le parrainage,
  - de contribuer à la cohérence et à l’harmonisation des pratiques.
- 2005 : Fondation de l’UNAPP[16] (Union Nationale des Acteurs de Parrainage de Proximité) qui regroupe la majorité des associations françaises.
- 2014 : l’association France Parrainages publie une grande étude française sur les Effets du parrainage de proximité[17].
- 2016 : le parrainage de proximité est cité comme une mesure concrète mise en place dans le réseau « Parents solos et compagnie[18] » initié par Laurence Rossignol Ministre des Familles, de l’Enfance et des Droits des femmes.

#### Bénéficiaires et modalités
Tous les enfants et adolescents de 3 à 18 ans, quelles que soient leurs situations familiales peuvent être parrainés.  Le parrainage est ouvert à toutes les personnes majeures. Il suffit de vouloir partager des plages de temps régulières avec un enfant, de plusieurs heures par semaine à un week-end par mois.